# Гурамі бурий
Гура́мі бу́рий (Trichopodus pectoralis) — вид лабіринтових риб, що належить до роду трихопод.
До недавнього часу був широко відомий під назвою Trichogaster pectoralis, яка після виправлення неправильного тлумачення родової назви Джорджем Маєрсом (Myers, 1923), стала тепер синонімом.
Місцеві назви: тайською Pla salid, лаоською Pa sa lit, кхмерською Trey kawnthor, в'єтнамською Cá sat rang, малайською та індонезійською Sepat siam.

## Опис
Риби мають помірно видовжене, відносно високе і стиснене з боків тіло. Це найбільший представник роду, звичайна довжина бурих гурамі становить 15-18 см. Максимальні розміри, яких сягає цей вид: довжина 25 см, вага 500 г.
Формула плавців: D VII/10-11; A IX—XII/33-38; P 10-11; V I/2. Анальний плавець довгий і майже зливається з хвостовим, спинний відсунутий далеко назад за грудні плавці. Хвостовий плавець трохи вирізаний по центру і заокруглений на кінцях. Черевні плавці дуже довгі та тонкі, мають вигляд вусів-щупалець. Вони можуть рухатись у різних напрямках, надзвичайно чутливі й, маючи спеціальні рецептори, виконують роль органів дотику та смаку.
Рот верхній, може трохи висовуватись. У бічній лінії 55-63 луски. Луска помірної величини.
Забарвлення дорослих риб нехитре, оливково-сіре, оливково-коричневе або навіть зеленкувате, з численними, нерегулярно розташованими жовтуватими або золотавими короткими поперечними смужками, які не завжди чітко помітні. Невиразна чорна смуга проходить від ока до кореня хвостового плавця. Часто вона розпадається на окремі плями, особливо ближче до хвоста. Плавці прозорі, на анальному є декілька золотавих цяток, край цього плавця червонуватий. Кольори і малюнок на тілі можуть трохи змінюватись залежно від психологічного стану риб.

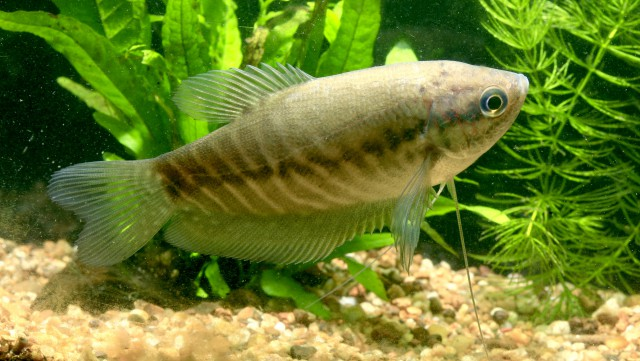
Самка бурого гурамі

У молодих риб тіло має сріблясте забарвлення, а вздовж усього тіла тягнеться ланцюжок темних плям. Звідси інша назва виду — зміїношкірий гурамі (англ. Snakeskin Gourami).
Самці яскравіше забарвлені й стрункіші за самок. Нитки черевних плавців у них оранжево-червоні, тоді як у самок вони жовті. Спинний плавець у самок коротший і закруглений на кінці, у самців — подовжений і загострений.
Як і інші лабіринтові риби, бурий гурамі, крім зябер, має ще допоміжний орган дихання — лабіринтовий апарат, що дозволяє йому видобувати кисень з атмосферного повітря, яке риби ковтають з поверхні води.

## Поширення
Тропічний прісноводний вид риб. Водиться в Південно-Східній Азії. Початковий ареал включає басейни річок Меконг та Чаопхрая в межах Таїланду, Лаосу, Камбоджі та південного В'єтнаму. Вид вельми поширений по всій території. З господарською метою бурий гурамі був завезений і акліматизований в багатьох інших країнах: Малайзії, Сінгапурі, Індонезії, Гонконзі, Філіппінах, Папуа Новій Гвінеї, Новій Каледонії, Шрі-Ланці, Пакистані, Бангладеш, Японії, Колумбії.
Бурий гурамі зустрічається в прісних водоймах на висотах від 2 до 180 метрів над рівнем моря. Завдяки своїй здатності пристосовуватись до різних умов існування, він зустрічається в широкому діапазоні біотопів: ставки, болота, рисові поля, може жити у річках та озерах. Вид добре адаптований до замкнених і штучних водойм, але не переносить забрудненої води. Зазвичай тримається на мілководді в стоячих або з млявою течією водах зі щільною рослинністю.
Чисельність популяцій бурого гурамі в дикій природі зменшується через забруднення водойм, розчищення водно-болотних угідь, розвиток інфраструктури. Проте ці явища поки що мають локальний характер і не загрожують існуванню виду в природі. Найбільша популяція була втрачена через урбанізацію та розвиток промислових об'єктів навколо Бангкоку в Таїланді.

## Особливості поведінки
Вид всеїдний, харчується частками рослин, комахами та їх личинками, водоростями, планктоном.
Молодь плаває на мілководді зграйками приблизно по 30 рибок.
Бурі гурамі можуть видавати тріскучі звуки. Буває це переважно в період нересту.
Під час шлюбних ігор у цих риб можна спостерігати своєрідні поцілунки, що нагадують поведінку поцілункових гурамі (Helostoma temmincki). Риби стають одна навпроти одної, а тоді повільно зближаються й на короткий час стискаються губами.

## Розмноження
Перед початком нересту самець займає певну територію й захищає її від вторгнень сторонніх. Також він будує на поверхні води гніздо із піни. Гніздо складається з великої кількості бульбашок повітря, які самець обволікає слиною. Розміри гнізда становлять 6-8 см у перетині й 0,5-1 см у вишину. Іноді воно влаштовується під листком рослини, що плаває на поверхні.
У цей час самець набирає шлюбне забарвлення й, демонструючи його, залицяється до самки. Коли самка буде готова до нересту, вона піддається його вмовлянням, і самець веде її під гніздо. Там самець обіймає самку своїм тілом, і в такому положенні викидається й запліднюється ціла хмаринка ікринок бурштинового кольору. Вони спливають до поверхні й потрапляють у гніздо. Акти ікрометання неодноразово повторюються. Загалом відкладається до 5000 ікринок.
На відміну від своїх родичів, бурі гурамі не збирають ікри, що опинилася поза гніздом. І взагалі батьківський інстинкт у них практично відсутній. Коли нерест закінчується, риби більше не звертають уваги на своє потомство.

## Господарське значення
На батьківщині бурий гурамі вважається смачною їстівною рибою. Місцеві рибалки ловлять цю рибу різними видами сіток, ятерами та пастками. Продають свіжою. Готують смаженою або варять юшку.

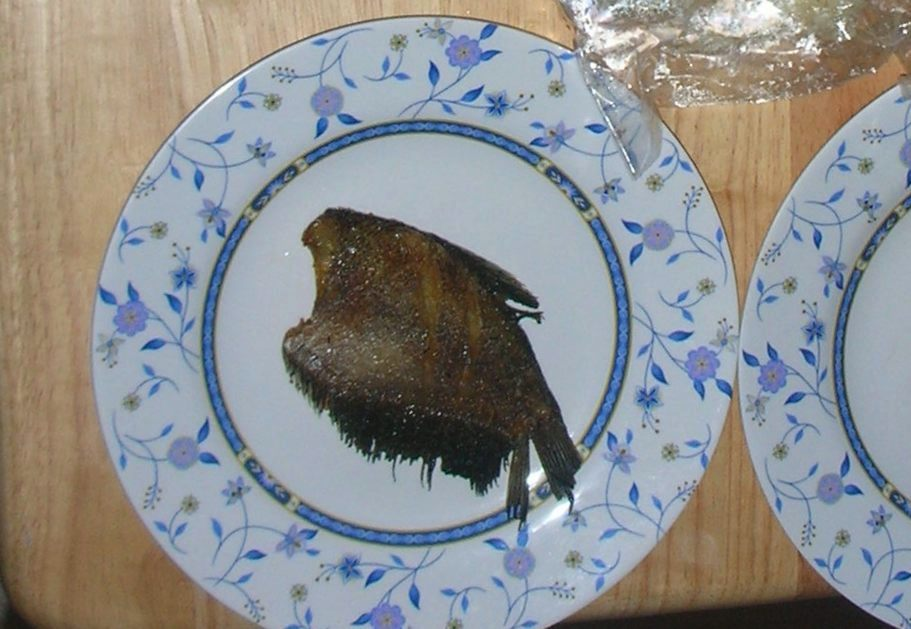
Смажений бурий гурамі на тарілці

У Таїланді, М'янмі та деяких інших країнах бурий гурамі є популярним об'єктом рибництва. В Таїланді він належить до п'ятірки головних прісноводних промислових риб. За даними ФАО, у 2014 році в світі виловили 33 081 т бурого гурамі, ще 43 649 т продукції було отримано на рибницьких фермах. Більшість продукції продається для споживання на місці, частина в сушеному солоному вигляді експортують за кордон, переважно до Малайзії, Сінгапуру, Індонезії. У невеликій кількості бурий гурамі потрапляє в торгівлю акваріумними рибами.
Початок розвитку аквакультури бурого гурамі в Таїланді припадає на 1950-і роки. Тоді рибництво впроваджували як супутню технологію для низькорентабельних рисівницьких господарств у центральних регіонах країни. Риб просто випускали на рисові поля, і там вони самі давали собі ради. Рибництво не вимагало значних витрат, його переваги виявилися очевидними, й місцеві фермери навіть стали відмовлятися від вирощування рису. Різке зменшення товарної рибної продукції, отриманої в такий спосіб, спостерігалося в 1980-і й 1990-і роки. Це пояснюється, з одного боку, забрудненням водойм в зоні інтенсивного промислового розвитку біля Бангкоку, з іншого, відтоком у міста фермерів, які отримали можливість вигідного працевлаштування і втратили інтерес до сільського господарства. Проте спад виробництва риби в традиційному секторі був компенсований розвитком рибництва, заснованого на сучасних інтенсивних технологіях. Виробництво риби на нових фермах є набагато ефективнішим, і за обсягом виробництва сучасні ферми обігнали традиційні господарства.

## Утримання в акваріумі
У європейських акваріумах бурий гурамі з'явився ще в 1896 році, але через свої великі розміри та не дуже цікаве забарвлення широкої популярності не здобув.
В акваріумі ці риби не сягають своїх максимальних розмірів, їх довжина тут зазвичай не перевищує 16 см. Це спокійний, невибагливий, витривалий і легкий в утриманні вид риб. Бурі гурамі — надзвичайно мирні риби, вони не б'ються між собою, не чіпають своїх сусідів, навіть якщо ті дрібні рибки. Навіть у період нересту самець мало переслідує самку. Але для такої великої риби потрібен великий акваріум. Для невеличкої групи молодих рибок потрібно щонайменше 100 л, для дорослих — 250 л і більше. Добре підійдуть великі громадські акваріуми.
Рослинність в акваріумі має бути густою, зазвичай рослини саджають уздовж бокових і задньої стінок, а спереду лишають вільний простір для плавання. Бурі гурамі трохи лякливі, тому в помешкання для них слід передбачити велику кількість природних схованок. Освітлення потрібно не яскраве, добре, коли на поверхні води будуть плавучі рослини. Бурі гурамі добре вживаються з іншими рибами, що мають подібний темперамент. Температура води може бути в межах 22-30 °C, показник pH6,0-8,0, твердість 2-30°dGH. Фільтрація і щотижнева заміна ¼ частини води є обов'язковими.
Враховуючи той факт, що риби для дихання ковтають атмосферне повітря, акваріум слід накривати, щоб підтримувати над поверхнею води тепле й вологе повітря. Крім того, це убезпечить від вистрибування риб з акваріума.
Вид легко розводиться, але слід зважати на високу плідність цих риб і подбати про відповідні розміри нерестовища. Об'єм акваріума має становити близько 150 л, а рівень води 10-15 см. Підвищення температури води до 26-28 °C стимулює початок нересту. Інкубація ікри триває приблизно 36 годин, ще за 3 дні личинки перетворюються на мальків і розпочинають самостійне життя. Спочатку їх годують інфузоріями, коловертками, живим пилом, приблизно за тиждень можна буде перейти на наупліуси артемій, нематоди та дрібно перетертий корм для дорослих риб. Ростуть мальки швидко, але нерівномірно. Щоб запобігти канібалізму, молодь необхідно сортувати за розміром.
Зазвичай тривалість життя бурого гурамі в акваріумі становить 4-6 років.